# Puchar Azji w Piłce Siatkowej Kobiet 2012
Puchar Azji w piłce siatkowej kobiet 2012 – rozgrywany był w Kazachstanie w dniach 10–16 września 2012 roku. Osiem czołowych krajowych reprezentacji rywalizowało w Ałmaty. Zwycięzcą trzeciej edycji Pucharu Azji została reprezentacja Tajlandii.

## Rozgrywki grupowe
| Grupa A                                                       | Grupa B                            |
| ------------------------------------------------------------- | ---------------------------------- |
| Kazachstan · Korea Południowa · Chińskie Tajpej · Tajlandia · | Chiny · Japonia · Wietnam · Iran · |

### Grupa A
Tabela
| Lp. | Drużyna          | Pkt | Mecze | Mecze   | Mecze   | Sety | Sety | Sety  | Małe punkty | Małe punkty | Małe punkty |
| Lp. | Drużyna          | Pkt | M     | W (3:2) | P (2:3) | wyg. | prz. | ratio | zdob.       | str.        | ratio       |
| --- | ---------------- | --- | ----- | ------- | ------- | ---- | ---- | ----- | ----------- | ----------- | ----------- |
| 1   | Tajlandia        | 9   | 3     | 3 (0)   | 0 (0)   | 9    | 1    | 9.000 | 248         | 213         | 1.164       |
| 2   | Kazachstan       | 6   | 3     | 2 (0)   | 1 (0)   | 7    | 4    | 1.750 | 257         | 238         | 1.080       |
| 3   | Korea Południowa | 2   | 3     | 1 (1)   | 2 (0)   | 4    | 8    | 0.500 | 262         | 275         | 0.953       |
| 4   | Chińskie Tajpej  | 1   | 3     | 0 (0)   | 3 (1)   | 2    | 9    | 0.222 | 219         | 260         | 0.842       |

Źródło: asianvolleyball.org
Punktacja: 3:0 i 3:1 – 3 pkt; 3:2 – 2 pkt; 2:3 – 1 pkt; 1:3 i 0:3 – 0 pkt
Zasady ustalania kolejności: 1. liczba punktów; 2. liczba zwycięstw; 3. stosunek setów; 4. stosunek małych punktów
     walka o miejsca 1-8
Wyniki
| Data  | Godz. | Drużyna 1        | Wynik | Drużyna 2        | 1     | 2     | 3     | 4     | 5     | Widzów | * |
| ----- | ----- | ---------------- | ----- | ---------------- | ----- | ----- | ----- | ----- | ----- | ------ | - |
| 10.09 | 13:00 | Korea Południowa | 0:3   | Tajlandia        | 23:25 | 23:25 | 20:25 |       |       | 200    | 1 |
| 10.09 | 17:30 | Kazachstan       | 3:0   | Chińskie Tajpej  | 25:20 | 25:17 | 25:17 |       |       | 670    | 2 |
| 11.09 | 13:00 | Tajlandia        | 3:0   | Chińskie Tajpej  | 25:15 | 25:22 | 25:19 |       |       | 100    | 3 |
| 11.09 | 15:00 | Korea Południowa | 1:3   | Kazachstan       | 18:25 | 25:16 | 22:25 | 21:25 |       | 850    | 4 |
| 12.09 | 11:00 | Chińskie Tajpej  | 2:3   | Korea Południowa | 25:20 | 22:25 | 25:22 | 21:25 | 16:18 | 500    | 5 |
| 12.09 | 17:30 | Kazachstan       | 1:3   | Tajlandia        | 25:23 | 22:25 | 23:25 | 21:25 |       | 1000   | 6 |

### Grupa B
Tabela
| Lp. | Drużyna | Pkt | Mecze | Mecze   | Mecze   | Sety | Sety | Sety  | Małe punkty | Małe punkty | Małe punkty |
| Lp. | Drużyna | Pkt | M     | W (3:2) | P (2:3) | wyg. | prz. | ratio | zdob.       | str.        | ratio       |
| --- | ------- | --- | ----- | ------- | ------- | ---- | ---- | ----- | ----------- | ----------- | ----------- |
| 1   | Chiny   | 9   | 3     | 3 (0)   | 0 (0)   | 9    | 0    | MAX   | 225         | 143         | 1.573       |
| 2   | Wietnam | 5   | 3     | 2 (1)   | 1 (0)   | 6    | 6    | 1.000 | 256         | 248         | 1.032       |
| 3   | Japonia | 4   | 3     | 1 (0)   | 2 (1)   | 5    | 6    | 0.833 | 230         | 238         | 0.966       |
| 4   | Iran    | 0   | 3     | 0 (0)   | 3 (0)   | 1    | 9    | 0.111 | 167         | 249         | 0.671       |

Źródło: asianvolleyball.org
Punktacja: 3:0 i 3:1 – 3 pkt; 3:2 – 2 pkt; 2:3 – 1 pkt; 1:3 i 0:3 – 0 pkt
Zasady ustalania kolejności: 1. liczba punktów; 2. liczba zwycięstw; 3. stosunek setów; 4. stosunek małych punktów
     walka o miejsca 1-8
Wyniki
| Data  | Godz. | Drużyna 1 | Wynik | Drużyna 2 | 1     | 2     | 3     | 4     | 5     | Widzów | * |
| ----- | ----- | --------- | ----- | --------- | ----- | ----- | ----- | ----- | ----- | ------ | - |
| 10.09 | 11:00 | Wietnam   | 3:1   | Iran      | 25:11 | 25:18 | 24:26 | 25:17 |       | 500    | 1 |
| 10.09 | 15:00 | Chiny     | 3:0   | Japonia   | 25:18 | 25:17 | 25:19 |       |       | 600    | 2 |
| 11.09 | 11:00 | Iran      | 0:3   | Japonia   | 17:25 | 22:25 | 20:25 |       |       | 200    | 3 |
| 11.09 | 17:30 | Wietnam   | 0:3   | Chiny     | 12:25 | 18:25 | 23:25 |       |       | 600    | 4 |
| 12.09 | 13:00 | Japonia   | 2:3   | Wietnam   | 25:20 | 23:25 | 25:17 | 13:25 | 15:17 | 100    | 5 |
| 12.09 | 15:00 | Chiny     | 3:0   | Iran      | 25:16 | 25:10 | 25:10 |       |       | 500    | 6 |

## Runda pucharowa

### Ćwierćfinały
| Data  | Godz. | Drużyna 1  | Wynik | Drużyna 2        | 1     | 2     | 3     | 4     | 5     | Widzów | * |
| ----- | ----- | ---------- | ----- | ---------------- | ----- | ----- | ----- | ----- | ----- | ------ | - |
| 14.09 | 13:00 | Tajlandia  | 3:0   | Iran             | 25:19 | 25:18 | 25:16 |       |       | 500    | 1 |
| 14.09 | 15:00 | Chiny      | 3:0   | Chińskie Tajpej  | 25:20 | 25:8  | 27:25 |       |       | 400    | 2 |
| 14.09 | 17:30 | Kazachstan | 3:1   | Japonia          | 25:21 | 25:21 | 19:25 | 25:20 |       | 800    | 3 |
| 14.09 | 19:30 | Wietnam    | 3:2   | Korea Południowa | 17:25 | 25:23 | 14:25 | 25:22 | 15:11 | 500    | 4 |

### Mecze o miejsca 5-8
| Data  | Godz. | Drużyna 1       | Wynik | Drużyna 2        | 1     | 2     | 3     | 4 | 5 | Widzów | * |
| ----- | ----- | --------------- | ----- | ---------------- | ----- | ----- | ----- | - | - | ------ | - |
| 15.09 | 11:00 | Chińskie Tajpej | 0:3   | Japonia          | 17:25 | 15:25 | 17:25 |   |   | 300    | 1 |
| 15.09 | 13:00 | Iran            | 0:3   | Korea Południowa | 16:25 | 20:25 | 20:25 |   |   | 100    | 2 |

### Półfinały
| Data  | Godz. | Drużyna 1 | Wynik | Drużyna 2  | 1     | 2     | 3     | 4 | 5 | Widzów | * |
| ----- | ----- | --------- | ----- | ---------- | ----- | ----- | ----- | - | - | ------ | - |
| 15.09 | 15:00 | Tajlandia | 3:0   | Wietnam    | 25:22 | 26:24 | 25:17 |   |   | 200    | 1 |
| 15.09 | 17:30 | Chiny     | 3:0   | Kazachstan | 25:20 | 25:14 | 25:11 |   |   | 1200   | 2 |

### Mecz o 7. miejsce
| Data  | Godz. | Drużyna 1       | Wynik | Drużyna 2 | 1     | 2     | 3     | 4 | 5 | Widzów | * |
| ----- | ----- | --------------- | ----- | --------- | ----- | ----- | ----- | - | - | ------ | - |
| 16.09 | 11:00 | Chińskie Tajpej | 3:0   | Iran      | 25:21 | 25:20 | 25:15 |   |   | 300    | 1 |

### Mecz o 5. miejsce
| Data  | Godz. | Drużyna 1 | Wynik | Drużyna 2        | 1     | 2     | 3     | 4 | 5 | Widzów | * |
| ----- | ----- | --------- | ----- | ---------------- | ----- | ----- | ----- | - | - | ------ | - |
| 16.09 | 13:00 | Japonia   | 3:0   | Korea Południowa | 25:18 | 25:17 | 25:11 |   |   | 200    | 1 |

### Mecz o 3. miejsce
| Data  | Godz. | Drużyna 1 | Wynik | Drużyna 2  | 1     | 2     | 3     | 4 | 5 | Widzów | * |
| ----- | ----- | --------- | ----- | ---------- | ----- | ----- | ----- | - | - | ------ | - |
| 16.09 | 15:00 | Wietnam   | 0:3   | Kazachstan | 18:25 | 20:25 | 16:25 |   |   | 1000   | 1 |

### Finał
| Data  | Godz. | Drużyna 1 | Wynik | Drużyna 2 | 1     | 2     | 3     | 4     | 5 | Widzów | * |
| ----- | ----- | --------- | ----- | --------- | ----- | ----- | ----- | ----- | - | ------ | - |
| 16.09 | 17:30 | Tajlandia | 3:1   | Chiny     | 30:28 | 25:27 | 25:21 | 25:20 |   | 1600   | 1 |

## Klasyfikacja końcowa
| Miejsce | Reprezentacja    |
| ------- | ---------------- |
| złoto   | Tajlandia        |
| srebro  | Chiny            |
| brąz    | Kazachstan       |
| 4.      | Wietnam          |
| 5.      | Japonia          |
| 6.      | Korea Południowa |
| 7.      | Chińskie Tajpej  |
| 8.      | Iran             |